# 세인트앤드루스 대학교
세인트앤드루스대학교(University of St Andrews)는 영국 스코틀랜드 세인트앤드루스에 위치하고 있는 공립종합 대학교이다.

## 역사
영국과 미국을 포함한 영어권 국가에서 옥스퍼드 대학교, 케임브리지 대학교 다음으로 3번째로 설립되었으며, 스코틀랜드에서는 가장 오래된 대학이다. 1410년에 설립되어 1413년에 교황 베네딕트 13세의 인가를 받았다.
학교 건물들은 대개 중세 시대에 건축된 것으로서, 여기에는 세인트샐버터 칼리지(1450), 세인트레너드 칼리지(1512), 1612년 제임스 6세가 재건한 대학 도서관이 있다. 칼리지로서는 3번째로 세워진 세인트메리 칼리지(1537)는 1579년부터 신학만 가르쳐 왔다. 1747년 세인트샐버터 칼리지와 세인트레너드 칼리지는 합병되었다. 20세기에 세인트앤드루스 대학교와 관련된 유명한 교수들 중에는 동물학자인 다르시 톰슨 경이 있다. 던디에 있는 유니버시티 칼리지(1881)는 1897년에 세인트앤드루스 대학교에 부속되었고, 1954년에는 고등의과 및 치과가 퀸스 칼리지로서 대학에 합쳐졌다. 1967년 퀸스 칼리지는 왕의 특허장을 받고 던디 대학교가 되었다.

## 위상
세인트앤드루스는 스코틀랜드의 명문대학 중 하나로 타임스지와 가디언지에서 2015년 이후 발표된 영국 대학 순위에서는 옥스퍼드와 케임브리지에 이어서 지속적으로 3위이었다. 2019년까지 영국내 3위에 위치하다가, 2020년 이후부터 일간지 The Guardian 영국 대학순위 옥스퍼드와 케임브리지를 한 차례씩 제치고, 영국내 2위가 되었다. The Complete University Guide지가 2018년에 발표한 영국 대학 순위에서도 3위를 차지했다. 그리고 세계에서 가장 유명한 세계 대학 평가 기관인 영국 QS 세계 대학 순위와 영국 타임스 고등교육 세계 대학 평가가 가장 최근에 발표한 세계 대학 순위에서도 세계 1% 이내의 높은 순위를 기록했다. 2022년 영국의 국내 대학 평가사인 더 가디언지에서 3위 , Complete University Guide (CUG)에선 4위 , 선데이 타임스/더 타임스에선 옥스브릿지를 제치고 1위에 올랐다. 이처럼, 한국의 SKY 대학이나, 미국의 하버드와 예일처럼, 옥스포드, 캠브리지, 더럼, 그리고 세인트 앤드류스 대학이 매년 1위에서 4위를 왔다 갔다 한다
덧붙여, 세인트앤드루스 대학교는 인문학 분야에서 뛰어나, 타임스지가 발표한 세계 대학 인문학 순위에서 세계 20위를 차지했다. 그리고 강세인학과로는 영문 및 영어교육, 정치학, 사학, 심리학과, 화학과, 지리학과가 뛰어나며, 노벨상 수상자도 졸업생과 교수를 포함해 5명이나 배출한 대학이기도 하다. 재학생 비중은 영국 학생들 다음으로 미국 학생들이 높아 북미에서 인지도가 높은 대학이다.

## 노벨상 수상자와 졸업생
세인트앤드루스 대학교의 가장 유명한 대표적 졸업생은 미래의 영국 국왕인 윌리엄 왕세손(지리학 학사)과 영국 왕비가 될 케이트 미들턴(미술사 학사, 문학 석사)이 있다. 옥스퍼드 대학교와 케임브리지 대학교에 다음에 위치하는 오랜 역사가 바탕이 되어, 전통적으로 옥스브릿지, 더럼과 함께 영국의 보딩스쿨 혹은 귀족의 특목고라 불리는 고액중등사립학교(Public school)의 학생들이 대부분 진학해왔다. 한국에서 졸업한 사람으로는 이종윤, 이승구, 이성훈, 이필찬, 김의창, 정용성, 박장훈이 있다.
노벨상 수상자의 경우, 졸업생과 교수를 모두 포함해서, 무려 5명이나 배출했다. 특히, 화학과는 5명의 노벨상 수상자들 중에서 2명이 노벨 화학상 수상자가 있다. 참고로 정치학, 사학, 심리학, 그리고 영문학 및 영어교육 4가지 전공은 옥스퍼드 대학교, 케임브리지 대학교와 함께 영국뿐만 아니라, 세계적으로도 최상위급에 속한다. (물론, 모든 학과가 최상위급이다.)

## 같이 보기
- 옥스퍼드 대학교
- 케임브리지 대학교